# روميو وجولييت (فلم 1954)
روميو وجولييت (بالإنجليزية: Romeo and Juliet) هو فيلم إنتاج بريطاني إيطالي، صدر في سنة 1954. من إخراج ريناتو كاستيلاني.

## روابط خارجية
- روميو وجولييت على موقع IMDb (الإنجليزية)
- روميو وجولييت على موقع ألو سيني (الفرنسية)
- روميو وجولييت على موقع Turner Classic Movies (الإنجليزية)
- روميو وجولييت على موقع أول موفي (الإنجليزية)
- روميو وجولييت على موقع فيلمافينيتي (الإسبانية)
- روميو وجولييت على موقع قاعدة بيانات الأفلام السويدية (السويدية)
- روميو وجولييت على موقع قاعدة بيانات الفيلم (الإنجليزية)
- روميو وجولييت على موقع ليتربوكسد (الإنجليزية)
- روميو وجولييت على موقع كينوبويسك (الروسية)